# Regimiento de Infantería Mecanizado 25
El Regimiento de Infantería Mecanizado 25 (RI Mec 25) es una unidad de infantería del Ejército Argentino con asiento en la guarnición militar de Sarmiento, Provincia de Chubut, que pertenece a la IX Brigada Mecanizada "Cnel. Luis Jorge Fontana", en el marco de la 3.ª División de Ejército "Tte. Grl. Julio Argentino Roca".

## Historia
En 1943 se decretó la creación del Regimiento de Infantería 25 (RI 25) dependiente del Comando de la Agrupación Patagonia, estando su primer asiento provisorio en la localidad de Las Heras, provincia de Santa Cruz. En diciembre de 1943 se fijó como asiento del Regimiento 25 la localidad de Puerto Deseado —provincia de Santa Cruz—. Finalmente el 31 de agosto de 1944 se fijó como asiento definitivo a la localidad de Sarmiento, Provincia del Chubut, donde comparte la Guarnición de Ejército «Sarmiento» con el Grupo de Artillería Blindado 9.
El Regimiento de Infantería 25 integró el Agrupamiento B que se desplazó a la provincia de Tucumán por orden del Comando General del Ejército para reforzar la V Brigada de Infantería que llevaba adelante el Operativo Independencia. El Agrupamiento B se turnaba con los Agrupamientos A y C, creados para el mismo fin.
En el año 1977, el Regimiento de Infantería 25 despachó el Equipo de Combate «Águila» a la ciudad de Campana para integrar la Fuerza de Tareas «Campos». La unidad estaba formada por personal de las tres compañías del regimiento y totalizaban un número de 30 militares y 141 soldados.

### Guerra de las Malvinas
La Operación Rosario (también conocida como la recuperación argentina a las Islas Malvinas) fue la recuperación de las Islas Malvinas por parte de la República Argentina el 2 de abril de 1982 por medio de una operación anfibia incruenta, por decisión de la Junta Militar que gobernaba en el país desde 1976, y que estaba compuesta (en ese tiempo) por el teniente general Leopoldo Fortunato Galtieri, el almirante Jorge Isaac Anaya y el brigadier Basilio Lami Dozo, (quienes designaron a Carlos Büsser como principal responsable del operativo militar). El archipiélago estaba bajo control del Reino Unido desde su ocupación en 1833 hasta esta operación. 
Los militares argentinos desalojaron a las autoridades británicas y establecieron una Gobernación militar de las Islas Malvinas, por efecto del decreto nacional 681/82 S.
Las autoridades argentinas planificaron la operación a partir de diciembre de 1981. En marzo de 1982, zarpó una flota expedicionaria del continente. El desembarco inició el 2 de abril y fue ejecutado sin mayores inconvenientes excepto por un muerto en la toma de la Casa de Gobierno. El comandante argentino logró su objetivo sin causar bajas en el enemigo ni los civiles, algo que la dictadura requería para las negociaciones diplomáticas. Al final, las fuerzas argentinas rindieron a la reducida guarnición británica, la cual fue deportada junto al gobernador Rex Hunt.
El sábado 3 de abril el Consejo de Seguridad de las Naciones Unidas aprobó la Resolución 502 que:
1. Exige la cesación inmediata de las hostilidades.
2. Exige la retirada inmediata de todas las fuerzas argentinas de las Islas Malvinas.
3. Exhorta a los Gobiernos de la Argentina y el Reino Unido de Gran Bretaña e Irlanda del Norte a que procuren hallar una solución diplomática a sus diferencias y a que respeten plenamente los propósitos y principios de la Carta de las Naciones Unidas.

15 sobre 30 países votaron a favor de la resolución, uno por encima del mínimo necesario. La dictadura cívico-militar argentina no esperaba este resultado. Con la excepción de Panamá, los miembros del Movimiento de Países No Alineados votaron en contra de la Argentina mientras que la Unión Soviética, España, Polonia y China se abstuvieron.
El Regimiento de Infantería 25 (cuyo jefe era el teniente coronel Mohamed Alí Seineldín) fue la primera unidad del Ejército Argentino en pisar el territorio de las islas Malvinas, en la recuperación de las islas en 1982. Cuenta el soldado clase 1963 Sergio Daniel Rodríguez, que el 2 de abril, tras desembarcar en las islas, y una vez consolidado Puerto Argentino, fueron enviados rumbo a Darwin - Goose Green, a bordo del ARA Isla de los Estados, parte de la Compañía C; esto es, las secciones Gato (a cargo del Teniente Primero Esteban), Bote (Teniente Estévez) y Romeo (Subteniente Gómez Centurión). Se asentaron en dicha zona entre el 4 y 5 de abril, donde tuvo lugar la ceremonia oficial de jura de la bandera.
Durante el bombardeo naval británico del 1 de mayo, el helicóptero Sea Lynx XZ720 piloteado por el capitán de corbeta Robert Burrows y el teniente Robert Sleeman de la fragata HMS Alacrity casi fue derribado tras ser alcanzado por disparos del pelotón de fusileros en Monte Low del subteniente Guillermo Horacio E. Lafferriere perteneciente al Regimiento de Infantería 25 y la lancha  guardacostas PNA Islas Malvinas que patrullaba la zona.
Tras el hundimiento del ARA Isla de los Estados en el estrecho de San Carlos (10 de mayo), rumbo a dicha zona marcharon Esteban y la sección Gato (el denominado Equipo de Combate Guemes), con el objetivo de vigilar la boca del estrecho y dar la temprana alerta sobre buques ingleses. En ese contexto, parte del Equipo de Combate Güemes (Teniente 1º Esteban y otros 40 hombres) produjo el derribo de helicópteros británicos durante el desembarco inglés del 21 de mayo. Asimismo, parte de la sección situada en la Altura 234, o Fanning Head (15 hombres al mando de los subtenientes Roberto Reyes y José Alberto Vásquez) fue quien inicialmente dio la alerta del desembarco. Según una fuente inglesa, la acción de los hombres de Esteban (c. 8.45 a. m.) dio por resultado el derribo de dos helicópteros Gazelle (pertenecientes al C Flt, 3 CBAS), causando en el primer derribo la muerte del piloto, Sargento Evans, mientras que en segundo derribo murió el piloto, Teniente Francis y un suboficial de apellido Griffin; todos ellos de los Royal Marines. Sin embargo, la versión del Ejército Argentino es que, además de los dos derribos confirmados, un Sea King y un tercer Gazelle fueron seriamente dañados, y que en suma hubo una decena de bajas enemigas.
En los últimos años, según historias falsas
que circulan por la internet, los hombres del E.C. Güemes han sido acusados de agredir sexualmente a una mujer del Asentamiento Douglas delante de su marido e hijos. El capitán médico británico Nigel Sturgeon, que junto con el Batallón de Comandos 45 capturó Douglas el 29 de mayo, no menciona nada de esta falsa acusación en su registro de hechos, aunque sí menciona que los soldados argentinos se llevaron consigo mantas, ropa de abrigo para combatir el frío durante su retirada a Puerto Argentino.
La Compañía C que destacó a Darwin-Pradera del Ganso, combatió en la batalla de Pradera del Ganso, sufriendo bajas y ocasionándole daño a las tropas enemigas incluyendo su jefe, teniente coronel Herbert Jones quién fue abatido en la ladera del Monte Darwin por dos soldados conscriptos de la Sección Bote, los AOR (Aspirantes a Oficiales de Reserva) Guillermo Huircapán (tirador de FAL y granadero) y Oscar Ledesma (apuntador de MAG). El teniente coronel "H" Jones resultó ser a la postre el enemigo de mayor rango caído en combate siendo este acto mérito del Ejército Argentino y, particularmente, del Regimiento de Infantería 25. El jefe de la Sección Bote, el teniente Roberto Néstor Estévez, cayó abatido dirigiendo a sus hombres, en el contraataque realizado en Monte Darwin, donde desde temprano se hallaban combatiendo los hombres del Subteniente Ernesto Orlando Peluffo, del Regimiento 12. Tras el combate de Darwin-Goose Green y posterior toma del lugar por los ingleses, los prisionaros heridos fueron atendidos entre el hospital de campaña en San Carlos y en el buque Uganda. Los prisioneros soportaron el 5 y 6 de junio el interrogatorio de la inteligencia inglesa. 
Finalmente, la última acción de combate del Regimiento 25, tuvo lugar en la noche del 13 al 14 de junio de 1982; fue el despacho de la Compañía B con el Teniente 1.º Miguel Ángel Machi al frente para detener el avance enemigo en Moody Brook.
El Regimiento 25 recibió entrenamiento especial para actuar en Malvinas. Sergio Daniel Rodríguez, un Soldado Conscripto clase 1963, comentaba que tras su ingreso en febrero de 1982 y hasta el 24 de marzo entrenaron tanto en horario diurno como nocturno y con todo tipo de armamento. Asimismo, sobre la dureza del entrenamiento, mencionaba como ejemplo de esto que el Sur existen unos ásperos y filosos llamados coirones, que durante el entrenamiento y los habituales “cuerpo a tierra” y posteriores deslizamientos, trataban de evitar; el Teniente Roberto Néstor Estévez, instructor, hizo él mismo el ejercicio, sin importarle las lastimaduras, y luego dijo: “Si están en pleno combate, no van a tener tiempo de bordearlos, la guerra es así”.
El soldado conscripto Alejandro Marcelo Corso, que había cumplido su servicio militar el año anterior en 1981 y que fue a Malvinas con la Compañía D, recuerda que el teniente coronel Seineldín advertía todas las mañanas a los conscriptos que estaban siendo preparandos para una eventual guerra y que Corso se reía para sí mismo solo entrando a sospechar que algo verdaderamente se estaba gestando cuando se intensificó el agotador entrenamiento impartido por el Teniente Estévez, incluyendo el uso de explosivos.
Con respecto al entrenamiento del Regimiento 25, según las palabras del suboficial mayor británico, Nick Van Der Bijl, principal interrogador de prisioneros argentinos en Malvinas:

Cuando fue avisado que su regimiento había sido seleccionado para el despliegue en Malvinas, Seineldín le renombro Regimiento de Infantería Especial 25 aunque los periodistas argentinos más tarde lo llamarían el Regimiento de Comandos Seineldin.

En la defensa de Puerto Argentino, Seineldin pronto expandió su regimiento en cinco compañías de unos 100 hombres cada una añadiendo a las compañías D (capitán Hernán Garay) y E (capitán Eduardo Jesús Olmos). La mayoría de los oficiales y suboficiales eran comandos o paracaidistas y con un equipo de suboficiales instructores altamente capacitados y motivados, sacó lo mejor de sus conscriptos en un corto pero duro curso de comandos.

El Soldado Conscripto Jorge Antonio Urteaga de la Compañía B, que había completado solamente tres pero intensos meses de entrenamiento, dice que tuvo la suerte de haber servido en el Regimiento 25 y que Seineldín al que tanto admiraba, “me convirtió en un muy buen soldado y me hizo una mucho mejor persona”. El soldado conscripto José Adrián Luna de la Compañía de Comando y Servicios sostiene que el teniente coronel Seineldín no tenía privilegios especiales y que dormía junto con los soldados conscriptos del Regimiento 25 y que los oficiales y suboficiales "para nosotros eran como padres en la forma en que nos cuidaban", aunque dice que fue testigo de algunos casos de estaqueos que se llevaron a cabo contra soldados menos disciplinados.
En su libro Malvinas: Un Sentimiento (Editorial Sudamericana, 1999) Seineldín declaró que fueron sus subordinados en las Compañías de Comandos 601 y 602 quienes le propusieron hacerse cargo de las defensas argentinas, y que él se negó terminantemente. Los autores británicos Max Hastings y Simon Jenkins, dicen lo siguiente: 

El Informe Calvi elaborado por el Ejército después de la guerra, incluso sugiere que se tramó un motín destinado a reemplazar a Menéndez por el coronel Mohamed Alí Seineldín, del Regimiento 25 de Infantería.

En marzo de 2009, Erik Langer y su esposa, acompañados por dos amigos veteranos del Regimiento 25, regresaron a Malvinas para visitar Pradera del Ganso, donde Langer y sus amigos habían combatido como miembros de la Compañía C, donde conoció al hijo de Eric Goss, quien había asumido el cargo de administrador del asentamiento. Durante una semana Langer notaba lo incómodo que se ponía el administrador cada vez que él estaba presente en su oficina y cómo lo miraba nerviosamente el isleño. Una semana después, al devolver el vehículo que había alquilado antes de volver al continente, el hombre sorprendió a todos con 15 fotos esparcidos sobre su escritorio de Langer y sus camaradas del Regimiento 25. El administrador se puso a llorar junto con Langer y el resto y devolvió las fotos que el soldado Fabricio Carrasculo y sus compañeros se habían tomado de sí mismos usando la cámara fotográfica que el padre de Carrascul le había comprado a su hijo antes de su partida a Malvinas.
Por la participación en la guerra de las Malvinas la bandera de guerra de la unidad fue condecorada con la «Medalla de Campaña» del Ejército Argentino, la Medalla «A la Bandera que combatió en el Atlántico Sur» de la Provincia de Santa Fe y la Medalla de la Municipalidad de Sarmiento.
Asimismo, integrantes del personal de cuadros y tropa fueron condecorados:
Personal del Regimiento 25 caído durante el conflicto: 
Medalla "La Nación Argentina al heróico valor en combate": Teniente Roberto Néstor Estévez.
Medalla "La Nación Argentina al valor en combate": Sarg. Sergio Ismael García, Cabo Mario Rodolfo Castro, Soldado Fabricio Edgard Carrascul.
Medalla "La Nación Argentina al muerto en combate": Cabos Héctor Rubén Oviedo y Miguel Ángel Ávila, Soldados Horacio Lorenzo Giraudo, Ramón Ángel Cabrera, Ricardo Andrés Austin, José Honorio Ortega, Arnaldo Enrique Zabala, José Luis Allende.
Condecoraciones por acciones en combate:
Medalla "Cruz la Nación Argentina al heróico valor en combate": Subteniente Juan José Gómez Centurión
Medalla "La Nación Argentina al valor en combate": Teniente Primero Carlos Daniel Esteban, Subteniente Oscar Roberto Reyes, Cabo Hugo Omar Godoy.
Medalla "Herido en combate": Cabo Emilio Gabriel Martín, Soldados Miguel Ángel Canyaso, Roberto Blas Arguello, Héctor Daniel Cepeda, Carlos Alberto Moyano, Víctor Hugo Inmenson, Daniel Alejandro Ambrogio, Santos Arce, Eduardo Antonio Ávila, José Luis Bracamonte, Roger Javier Campagnoli, Armando Raúl Orellana, Sergio Daniel Rodríguez y Orlando Javier Rufino.
Medalla "Al mérito militar": Soldado Domingo Víctor Álamo
Medalla "Al esfuerzo y la abnegación": AOR Diego Leonardo Morano, AOR Jorge Osvaldo Testoni, AOR Jorge Oscar Ledesma, Soldado Norberto René Aime.